# Willy Bocklant
Willy Bocklant (auch Willy Bocklandt) (* 26. Januar 1941 in Bellegem; † 6. Juni 1985 in Mouscron) war ein  belgischer Radsportler.
Willy Bocklant war der Sohn des Radrennfahrers Robert Bocklant, der in den 1940er Jahren Rennen gefahren war. Er selbst begann seine sportliche Laufbahn als Leistungssportler Ende der 1950er Jahre. 1960 gewann als Amateur er zwei Etappen sowie die Gesamtwertung des Triptyque Ardennaise und den Circuit Franco-Belge, im Jahr darauf den Grand Prix Stan Ockers.
1962 wurde Bocklant Profi. Im Jahr darauf entschied er die Tour de Romandie für sich sowie erneut den Grand Prix Stan Ockers. 1963 gewann er den Grand Prix Stan Ockers. 1964 gewann er die Piemont-Rundfahrt sowie Lüttich–Bastogne–Lüttich und 1965 den Grand Prix d’Isbergues, den Pfeil von Brabant, Brüssel–Ingooigem sowie jeweils eine Etappe von Paris–Nizza und der Tour de Romandie. 1966 erlitt er einen schweren Sturz, nach dem er nicht mehr an seine frühere Form anknüpfen konnte. 1967 war er dennoch Sieger bei E3 Harelbeke.
Dreimal – 1963, 1964 und 1965 – startete Bocklant bei der Tour de France, konnte sie aber nie beenden.
Nach seinem Rücktritt vom Radsport eröffnete Willy Bocklant eine Autowaschanlage, praktizierte keinen Sport mehr und nahm innerhalb von zwei Jahren rund 30 Kilogramm zu. 1985 starb er im Alter von 44 Jahren an den Folgen eines Herzinfarkts.

## Monumente des Radsports-Platzierungen
| Monument                 | 1963 | 1964 | 1965 | 1966 | 1967 | 1968 | 1969 |
| ------------------------ | ---- | ---- | ---- | ---- | ---- | ---- | ---- |
| Mailand–Sanremo          | 4    | 3    | 41   | 23   | 22   | –    | –    |
| Flandern-Rundfahrt       | –    | 38   | –    | 7    | 44   | 14   | 1    |
| Paris–Roubaix            | –    | 4    | –    | 7    | 14   | 25   | 9    |
| Lüttich–Bastogne–Lüttich | –    | 1    | 7    | 7    | –    | –    | 19   |
| Lombardei-Rundfahrt      | 4    | –    | –    | –    | –    | –    | –    |